# HC Flyers
HC Flyers är en ishockeyklubb från Karlskoga i Örebro län. Föreningen bildades 1972 under namnet Karlskoga HC. Första säsongen fick man spela i Division IV Östra Värmland där man kom tvåa vilket innebar uppflyttning till Division III. Klubben blev känd för mycket show under matcherna med bl.a. godisregn och  livemusik på läktaren, och lyckades locka många åskådare. Publikrekordet sattes 11 februari 1973 i en betydelselös match mot Skåre BK i Division IV Östra där 3 586 var på plats. 2013 drog sig Karlskoga HC:s A-lag ur seriespelet, men till 2015 var man tillbaka igen under det nya namnet HC Flyers. Ungdomsverksamheten sköts i samarbete med BIK Karlskoga i föreningen Bofors IK ungdom. Karlskoga HC har spelat i division 1 säsongerna 2002/2003 och 2003/2004. Sedan dess har man kvalat till division 1 tre gånger utan att lyckas ta sig tillbaka. Säsongen 2018/2019 spelar man i hockeytvåan.